# 黄褐圆腹蛛
黄褐圆腹蛛（学名：[Dipoena mustelina] 错误：{{Lang}}：文本有斜体标记（帮助））为球蛛科圆腹蛛属的动物。分布于韩国、日本以及中国大陆的吉林、辽宁等地，常生活于草丛中。